# Dżarabulus Tahtani
Dżarabulus Tahtani (arab. جرابلس تحتاني) – miejscowość w Syrii, w muhafazie Aleppo. W 2004 roku liczyła 2170 mieszkańców.